# Samber

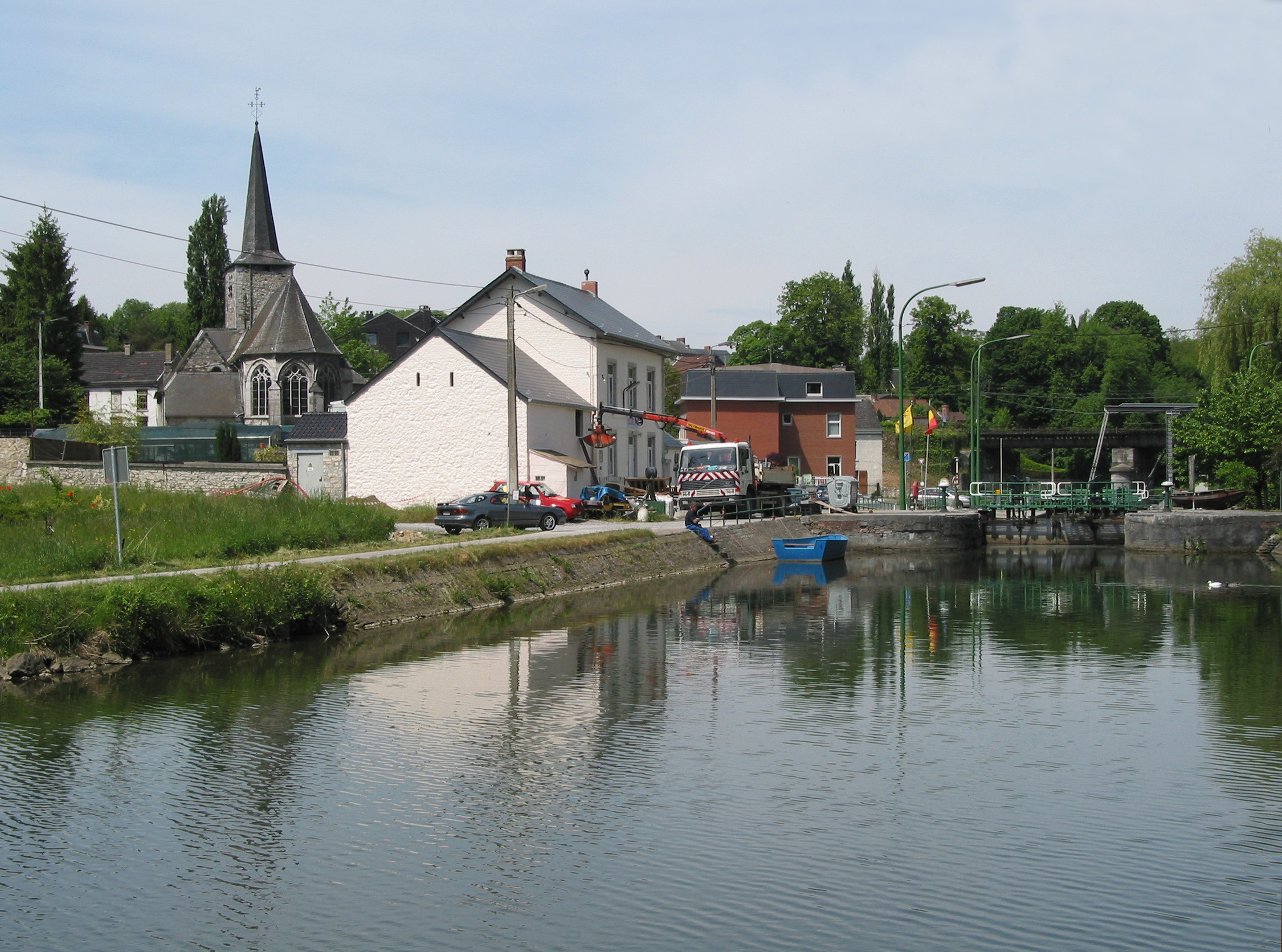
Samber in Landelies bij Charleroi

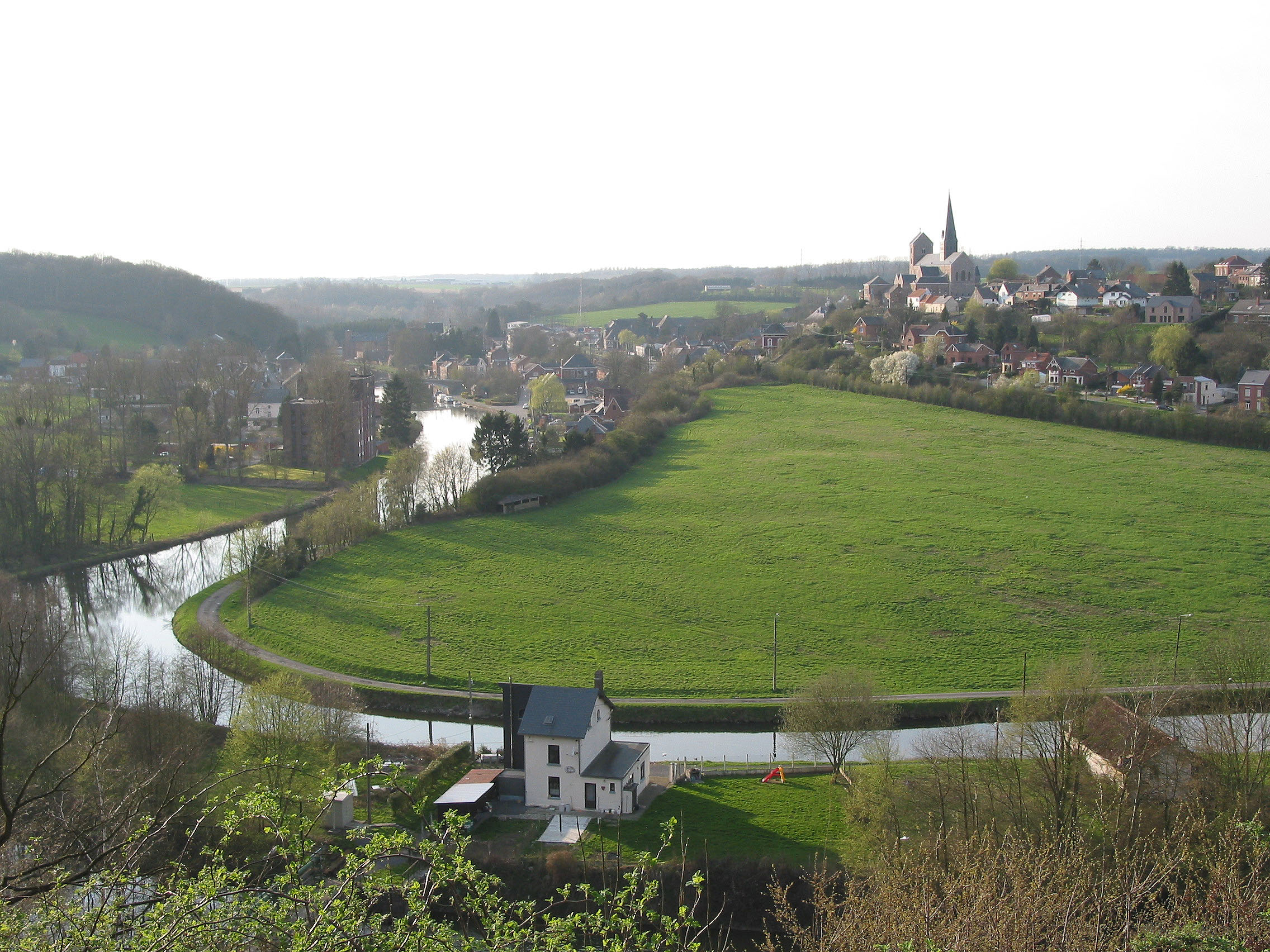
Samber bij Lobbes

De Samber (Frans: Sambre) is de grootste en belangrijkste zijrivier van de Maas.
Ze ontspringt op Frans grondgebied in de omgeving van Le Nouvion-en-Thiérache (departement Aisne) in de cultureel-historische regio Picardië. Het traject op Franse bodem bedraagt 88 km. De grootste Franse stad aan de rivier is Maubeuge (Noorderdepartement). Jeumont en Erquelinnes zijn de (aaneengegroeide) grensgemeenten waar de Samber passeert en via Charleroi naar Namen stroomt waar ze in de Maas vloeit. Van de 193 km liggen er 105 op Waals grondgebied.
De Samber, zelf over bijna de ganse lengte gekanaliseerd met tal van sluizen, wordt door kanalen verbonden met de Oise (Samber-Oisekanaal) en met Brussel (Kanaal Charleroi-Brussel, dat naar het noorden wordt voortgezet tot de Schelde). De kanalisatie van de Samber, uitgevoerd tussen 1825 en 1839 maakte in de 19e eeuw van het Henegouwse stadje Thuin een belangrijk binnenvaartcentrum. Langs het nog bochtige deel van de rivier loopt een jaagpad.

## Zijrivieren
- Biesme
- Biesmelle
- Eau d'Heure
- Hantes
- Grote Helpe
- Kleine Helpe
- Orneau